# Cafrangos teknős
A cafrangos teknős vagy matamata (Chelus fimbriatus) a hüllők (Reptilia) osztályába, a teknősök (Testudines) rendjébe és a kígyónyakúteknős-félék (Chelidae) családjába tartozó Chelus nem egyetlen faja.

## Előfordulása
Dél-Amerika északi és középső részén honos. A természetes élőhelye lassú folyású patakok, sekély tavak és víztárolók.

## Megjelenése
Testhossza 30-40 centiméter. Nem hasonlít a többi nyakfordító teknőshöz. Feje felülről háromszögletű, oldalról lapított, Szemei kicsik, külső dobhártyája nagy, orra hosszú. Nyakán és fején érzékelő és álcázó bőrlebenyek lógnak. 
|  |

## Életmódja
A zavaros víz fenekén les halakból álló táplálékára. Száját hirtelen kitátva, fejét előre lökve szippantja be áldozatát. Ritkán megy a szárazföldre és sohasem napfürdőzik.

## Szaporodása
Fészekalja 12-28 tojás.

## Érdekességek
A faj megtalálható a genovai Biosfera-ban is.